# Auzia

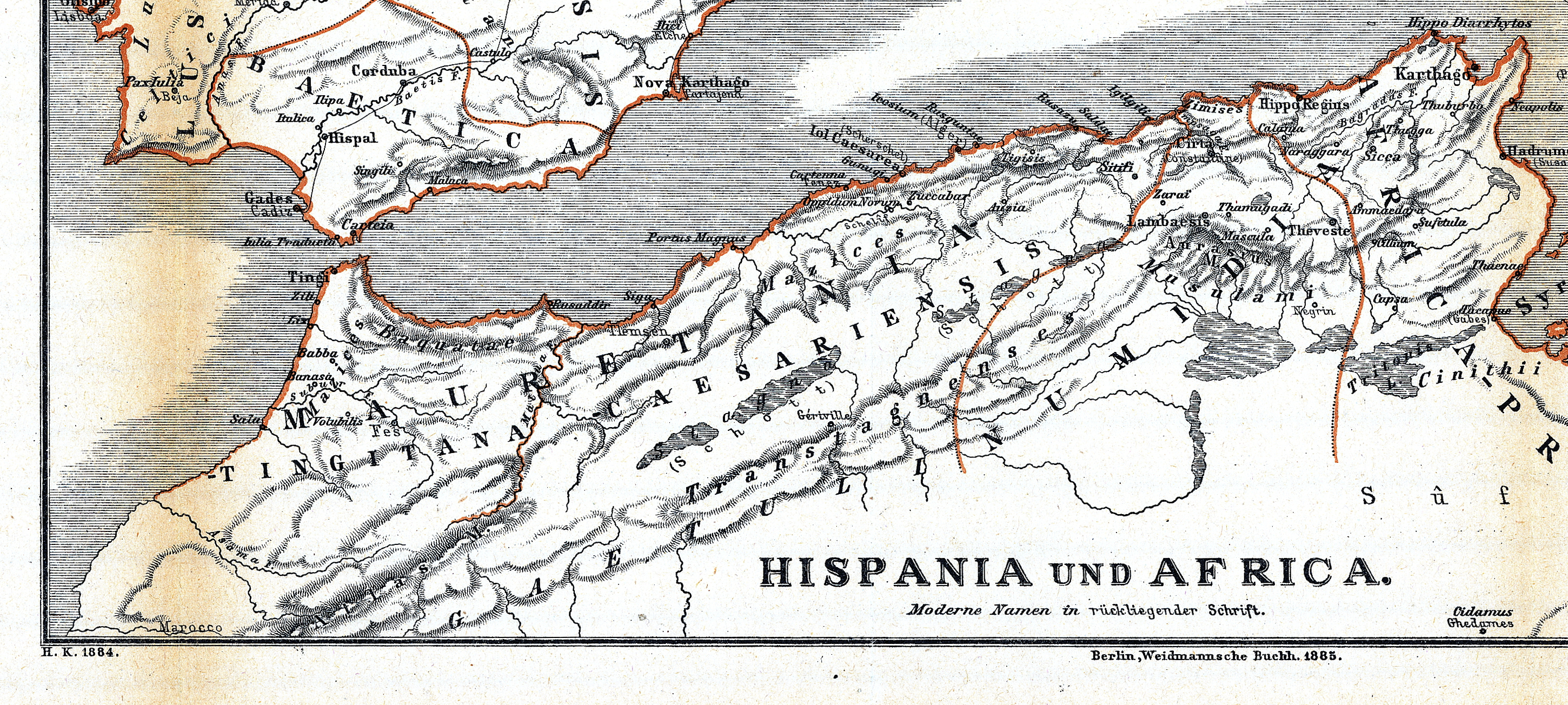
Auzia lag – südöstlich des heutigen Algier – in der Provinz Mauretania Caesariensis

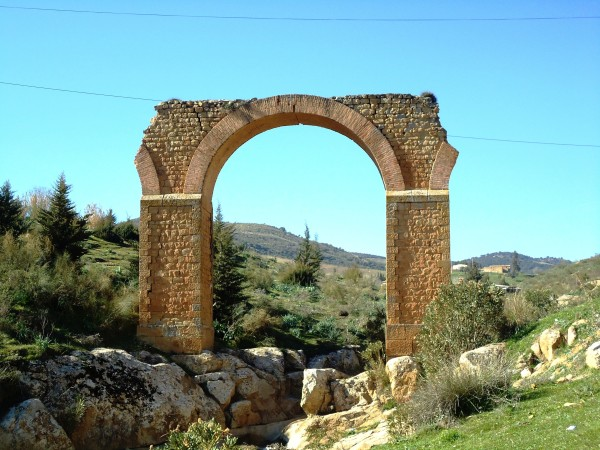
Reste eines römischen Aquädukts bei Auzia

Auzia war eine antike Stadt in der römischen Provinz Mauretania Caesariensis und ein bedeutender Verkehrsknotenpunkt an der dortigen Grenzlinie, dem Limes Mauretaniae. Die Stadt liegt bei dem heutigen Sour El-Ghozlane (Aumale) in Algerien.
Der römische Geschichtsschreiber Tacitus berichtet von einem Kastell namens Auzea („castellum... cui nomen Auzea“), bei dem es sich wohl um das spätere Auzia handelt. Zur Zeit des Mark Aurel war die Stadt Municipium, seit der Zeit des Septimius Severus Colonia.
Die Bevölkerung bestand zu einem großen Teil aus Veteranen des römischen Heeres und deren Nachkommen. Da es in Auzia üblich war, öffentlich aufgestellte Inschriften (etwa Bauinschriften, Ehreninschriften) nach der Provinzialära zu datieren, lässt sich die städtebauliche Entwicklung besonders im 3. Jahrhundert relativ genau nachvollziehen. In dieser Zeit war Auzia allerdings auch mehrfach von Aufständen der einheimischen Stämme gegen die römische Herrschaft betroffen.
In der spätantiken Grenzverteidigung war Auzia Zentralort eines Limesabschnittes, des Limes Audiensis, dessen Kommandant (Praepositus) in der Notitia dignitatum erwähnt wird.
Auf die Stadt geht das Titularbistum Auzia zurück, obwohl kein Bischof bekannt ist.